# Wolfgang Güldenpfennig
Wolfgang Güldenpfennig   (Magdeburg, 20 de desembre de 1951) és un remer alemany, ja retirat, que va competir sota bandera de la República Democràtica Alemanya durant la dècada de 1970.
El 1972 va prendre part en els Jocs Olímpics d'Estiu de Múnic, on guanyà la medalla bronze en la competició de scull individual del programa de rem. Quatre anys més tard, als Jocs de Mont-real, guanyà la medalla d'or en la competició del quàdruple scull. Formà equip amb Rudiger Reiche, Karl Heinz Bussert i Michael Wolfgamm.
En el seu palmarès també destaquen dues medalles d'or en el quàdruple scull al Campionat del Món de rem, el 1975 i 1977; i una medalla de bronze al Campionat d'Europa de rem de 1973. Una vegada retirat va exercir d'entrenador de rem.